# Steinbruch Holzmühle
Der Steinbruch Holzmühle ist ein Naturschutzgebiet in der niedersächsischen Stadt Springe in der Region Hannover.
Das Naturschutzgebiet mit dem Kennzeichen NSG HA 090 ist 9 Hektar groß. Es liegt südwestlich des Springer Stadtteils Stadt Eldagsen im Westen des Osterwaldes in unmittelbarer Nähe zum Naturschutzgebiet „Saupark“. Es stellt einen ehemaligen Kalksteinbruch und einige Randbereiche unter Schutz. Dieser wird von einer steilen Abbruchkante im Süden dominiert. Auf dem ehemaligen Abbaugelände sind Geröllhalden und Steinblöcke sowie mehrere temporäre Gewässer zu finden. Die Gewässer, welche als Lebensraum für Amphibien bedeutsam sind, sind durch Erdwälle vor Beeinträchtigungen geschützt.
Neben der Bedeutung als Lebensraum für bedrohte Tiere und Pflanzen, ist das geologische Profil der Steinbruchwand von geowissenschaftlicher Bedeutung, da hier die Schichten des Kimmeridgiums und die Gesteinsformation Korallenoolith freigelegt ist.
Das Gebiet steht seit dem 24. Dezember 1985 unter Naturschutz. Zuständige untere Naturschutzbehörde ist die Region Hannover.